# Гваданьи, Йожеф
Граф Йожеф (Йозеф) Гваданьи (венг. Gvadányi József; 16 октября 1725, Rudabánya, Боршод-Абауй-Земплен — 21 декабря 1801, Скалица, Сеница) — венгерский писатель

, поэт и философ

; генерал-майор.

## Биография
Родился 16 октября 1725 года в семье итальянского происхождения в Боршод-Абауй-Земплене в Северной Венгрии. С десятилетнего возраста Гвадани учился в гимназии иезуитов в Эгере и закончил пять классов с отличными результатами. Здесь он так полюбил поэзию, что за три часа написал 100 латинских дистихонов. Изучал гуманитарные науки в Трнавском университете. 

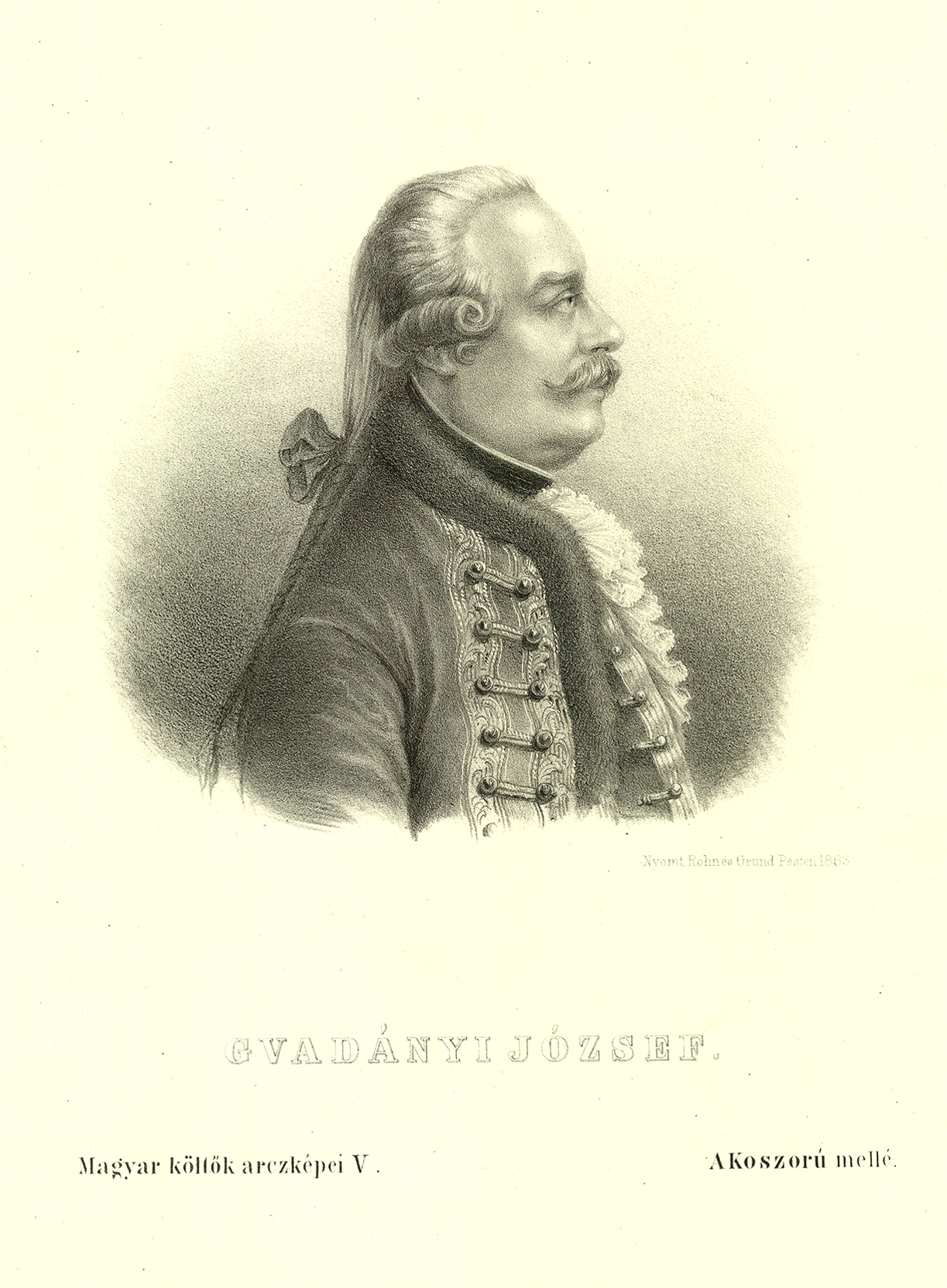
Граф И. Гваданьи

Верный своим семейным традициям и интересам, он выбрал военную карьеру и 1 декабря 1743 года он поступил знаменосцем в Сирмайский пехотный полк.
В ходе Войны за австрийское наследство Иозеф Гваданьи сражался с пруссаками в двух сражениях в Чехии. В 1744 году его полк был отправлен в Италию для завоевания Сицилии и Неаполя и изгнания французов и испанцев. 30 ноября 1746 года его полк достиг реки Вар и прорвал оборону французов. 3 декабря французы захватили его в плен и увезли в Тулон. Через четыре недели его обменяли, и он продолжил сражаться. 3 февраля 1747 года, когда полк снова перешел реку, Гваданьи был ранен в левую ногу и доставлен в Савону для лечения. В мае он вернулся в строй, сражался под Генуей и стал лейтенантом. 
После заключения мира он вернулся домой и стал есаулом в полку своего дальнего родственника, командира Аскания Гвадани Осиека, а 1 декабря 1751 года вступил капитаном в Бараньяйский кавалерийский полк и поселился в Нитранском уезде. Здесь он познакомился с баронессой Франсиской Горецкой, на которой женился в 1752 году; в этом браке родилось трое детей, и когда они были ещё совсем юными, его жена умерла. 

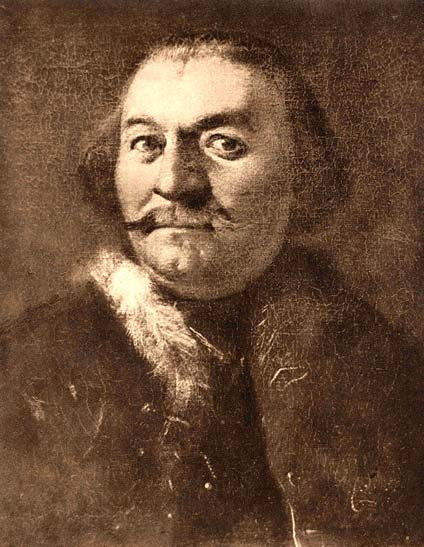
Иозеф Гваданьи

Затем И. Гвадани принимал участие в нескольких сражениях Семилетней войны; военную карьеру граф закончил в чине генерал-майора.
Аристократ итальянского происхождения, Гваданьи являлся апологетом крайнего консерватизма (в особенности после событий Великой французской революции). 
Главное литературное произведение Иозефа Гваданьи — сатирическая поэма «Путешествие деревенского нотариуса в Буду», которая была издана в 1770 году. В этой поэме сказался культ деревни и крайний национализм, охвативший некоторые круги венгерского общества как реакция против политики Марии Терезии и Иосифа II, направленной к централизации и германизации. Нотариус Зайтай довольно продолжительное время оставался излюбленным героем венгерской литературы.
Граф Иозеф Гваданьи умер 21 декабря 1801 года в городе Скалице.